# فرانسوا نویل

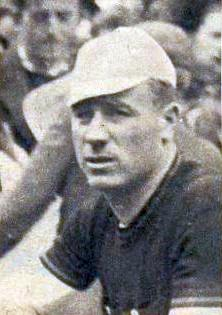
فرانسوا نویل - ۱۹۳۹

فرانسوا نویل (انگلیسی: François Neuville; ۲۴ نوامبر ۱۹۱۲ – ۱۲ آوریل ۱۹۸۶) دوچرخه‌سوار اهل بلژیک بود.